# Villa Straße des Friedens 59 (Radebeul)
Die Villa in der Straße des Friedens 59, ehemals auch Criegernstraße, liegt im Stadtteil Serkowitz des sächsischen Radebeul. 1935 war sie Schauplatz einer „offensichtlich inszenierten Protestkundgebung“ gegen den jüdischstämmigen Richard Feibelmann, Geschäftsführer der im Albertschlösschen sitzenden Chemischen Fabrik „Pyrgos“, die noch im gleichen Jahr zu seiner Emigration in die USA führte.

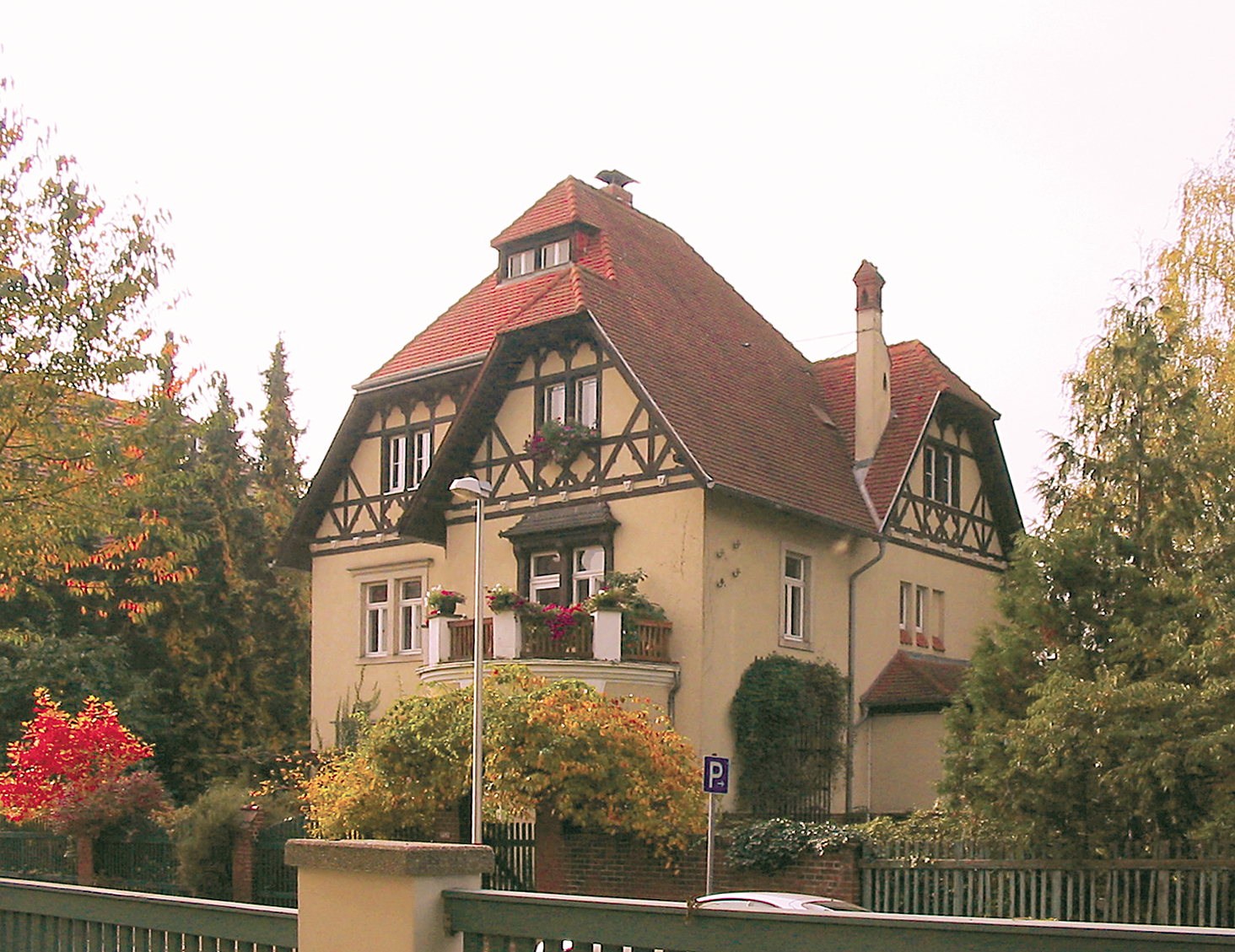
Villa Straße des Friedens 59, 2008

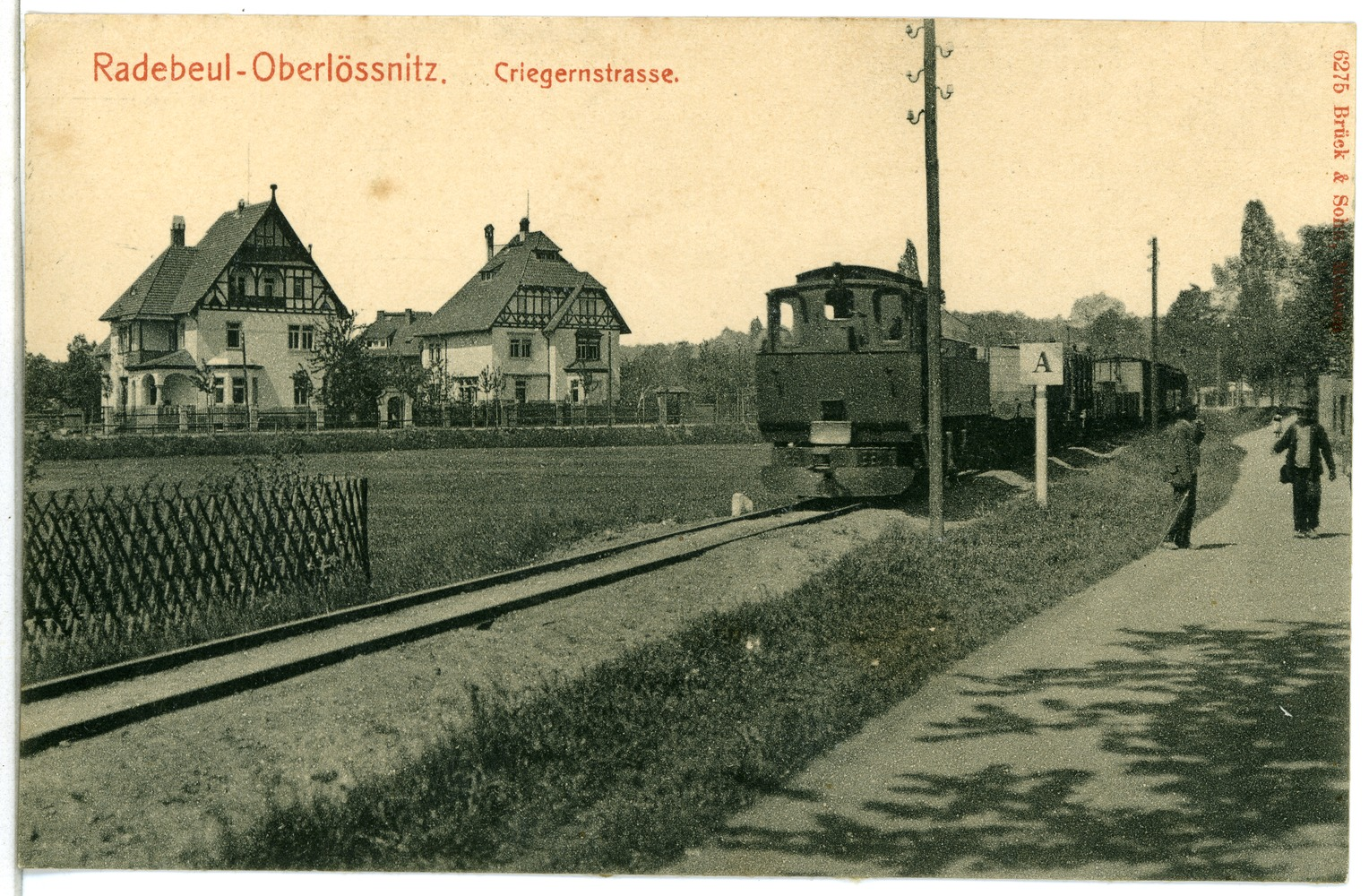
Straße des Friedens 59 rechts der Nr. 57 (1905), von der Pestalozzistraße aus. Auf der Freifläche vor den Villen wurde 1921 die Gewerbe- und Handelsschule der Lößnitzortschaften errichtet, rechts davon hinter dem Lößnitzdackel entstand 1912 die Apotheke Weißes Roß

## Beschreibung
Die zweigeschossige, mitsamt Einfriedung und Pforte unter Denkmalschutz stehende Villa ist ein unregelmäßiger Putzbau mit einem ausgebauten Dachgeschoss. Die Fenster sind durch Gewände aus Sandstein eingefasst und die Giebel tragen Zierfachwerk.
In der Hauptansicht zur Straße befindet sich rechts ein Seitenrisalit mit einem Krüppelwalmgiebel sowie einem halbrunden Söller. In der rechten Seitenansicht befindet sich neben eingeschossigen Vorbauten ein Krüppelwalm-Zwerchgiebel. Auf der Rückseite steht neben dem Eingang eine zweigeschossige Holzveranda.
Das Grundstück wird durch einen geschwungenen Lattenzaun zwischen Backsteinpfeilern mit Satteldach gebildet, die Pforte trägt eine gerade Verdachung.

## Geschichte
Die ortsansässige Baufirma F. W. Eisold begann mit Baugenehmigung vom September 1902, ein regelmäßiges Gebäude mit flachem Walmdach zu errichten. Im Juli 1903 erfolgte die Bitte um Rohbaurevision, in dessen Folge bis Januar 1904 eine „malerisch-unregelmäßige“ Villa entstand.
1925 wurde der zur Straße hin orientierte kleine Standerker durch den sich heute dort befindenden Söller ersetzt.
Im August 1934 zog Dr. phil. Richard Feibelmann (1883–1948), kaufmännischer Prokurist der Chemischen Fabrik v. Heyden und Geschäftsführer der „Pyrgos“ GmbH, mit seiner Familie von der Wasastraße 49 in die Villa in der damaligen Criegernstraße.
Am Abend des 19. Juli 1935 fand eine „offensichtlich inszenierte Protestkundgebung“ vor dem Wohnhaus des jüdischstämmigen Feibelmann statt, die sich erst nach Aufstellung eines Schildes mit der Aufschrift „Dieser Jude hat das Gastrecht verletzt, er ist daher in Radebeul unerwünscht.“ auflöste. Die in Dresden erscheinende amtliche Gauzeitung der NSDAP schrieb darüber am nächsten Tag unter der Überschrift „Feibelmann bekommt eine Lektion“, dass er im Werk gegen die „Grundgedanken der Bewegung … sein Gift“ verspritzt hätte. Noch im Herbst 1935 emigrierte der erfolgreiche Wissenschaftler und mehrfache Patentinhaber Feibelmann in die USA, Anfang 1936 folgte seine Frau Clara geb. Haas. Auch seine Tochter emigrierte.